# Fèlix Riera i Prado
Fèlix Riera i Prado (9 de març de 1964, Barcelona) va dirigir Catalunya Ràdio entre els anys 2012 i 2015. Abans havia estat membre del comitè de govern d'Unió Democràtica de Catalunya, directiu d'Edicions 62 i director de l'Institut Català de les Empreses Culturals. Va ser un dels fundadors del Col·legi de l'Audiovisual de Catalunya.

## Biografia
Es va formar en el camp audiovisual a l'Institut de RTVE en l'àrea de producció.

### Producció audiovisual i docència
L'any 1994 va començar a impartir classes a la Facultat de Comunicació Audiovisual de la UPF on seguiria fins a 2008. Va crear la productora audiovisual Optima TV amb la qual va produir programes per a TVE i TV3 com "Homenots", "Cròniques de la veritat oculta" o "Mediterrània". Va produir els llargmetratges Tot verí i El far.
En l'àmbit associatiu i institucional ha estat present en diferents entitats i organismes, va fundar l'associació Barcelona Audiovisual i després el Col·legi de l'Audiovisual de Catalunya del qual va ser vocal. Va ser conseller del Consell de l'Audiovisual de Catalunya i responsable del projecte IQUA de seguretat a internet. També va ser vicepresident de la Federació d'Associacions de Productors Audiovisuals Espanyols (FAPAE).

### Gestió editorial
De 2004 a 2006 va ser director editorial de L'Esfera dels Llibres i a partir de 2007 ho va ser del Grup 62 després de l'entrada en l'accionariat del Grup Planeta i Enciclopèdia Catalana. En aquesta etapa també va fundar elpluraldigital.cat.
Com a editor va prioritzar els autors per als quals era fàcilment comunicable un relat cap als lectors i els mitjans, més enllà del valor intrínsecament literari de les seves obres, seguint la línia del que Christian Salmon havia argumentat en el seu llibre Storytelling.

### Institut Català d'Indústries Culturals
El seu nom va sonar com a possible Conseller de Cultura de la Generalitat però finalment Artur Mas de va decantar per Ferran Mascarell. El 24 de gener de 2011 va ser nomenat director de l'Institut Català d'Indústries Culturals (que canviaria de nom per la llei òmnibus de Catalunya a finals d'aquell any) i ho va ser fins al 2 de maig de 2012. Quan va deixar el càrrec de director de l'ICEC vacant el va substituir l'activista cultural, cantant i polític Gorka Knörr.

### Catalunya Ràdio
Amb el canvi de la llei de la Corporació Catalana de Mitjans Audiovisuals es va iniciar un procés per renovar-ne tots els seus òrgans de direcció. Va ser una de les persones que es van tenir en compte per la direcció de la corporació, per la qual finalment es va nomenar Brauli Duart, militant de CDC, i també es va considerar l'opció com a director de TV3. Finalment va ser proposat per dirigir la ràdio, tot i que la seva experiència anterior era en el camp audiovisual i editorial, però no radiofònic.
Així el 2 de maig de 2012, a proposta de Duart, va ser nomenat director de Catalunya Ràdio, en substitució Ramon Mateu (que ho era des de juny 2009), culminant així els mencionats canvis en els òrgans de direcció de la corporació. El seu nomenament va ser possible pels vots favorables dels consellers proposats per CiU (Brauli Duart, Antoni Pemán, Núria Llorach) i el PP (Armand Querol). Els consellers proposats pel PSC (Xavier Guitart i Josep Vilar) es van abstenir.
El comitè d'empresa de Catalunya Ràdio va lamentar el seu nomenament pel marcat perfil polític, responsable de cultura al consell de govern d'UDC, i per la seva falta d'experiència en el món radiofònic, que ell mateix va reconèixer tot i no considerar-ho un impediment.
El juliol de 2015 es va anunciar el seu cessament com a director de Catalunya Ràdio, a petició de Brauli Duart, director de la Corporació Catalana de Mitjans Audiovisuals.

### Hänsel i Gretel
L'octubre de 2015 es va fer públic el seu nou projecte: un mitjà en línia que parla de cultura i Barcelona i que es diu Hänsel i Gretel, fet en col·laboració amb Llucià Homs. Després d´un any d´aquesta revista cultural digital es fa el salt al món del paper amb "Compendium I", un resum d´articles, diàlegs i fotografies que s´han publicat fins ara.

### Barcelona Novel·la Històrica
El gener de 2017 L'Institut de Cultura de Barcelona (Icub) el va nomenar com a Comisari de Barcelona Novel·la Històrica en substitució d'Enric Calpena.